# Дана Интернешънъл
Шарон Коен (на иврит: שרון כהן‎), с рождено име Ярон Коен), по-известна като Дана Интернешънъл (на иврит: דנה אינטרנשיונל‎; на английски: Dana International) е израелска певица, победителка на Евровизия 1998 с песента „Diva“.

## Биография

### Ранни години и начало на кариерата
Ярон Коен се ражда в бедно семейство в покрайнините на Тел Авив. По някои данни е кръстен на чичо си, загинал при терористичен акт. Ярон е най-малкото дете в семейството – сестра му Лимор е с четири години по-възрастна, а брат му Нимрод с три. Баща му е помощник съдия, а майка му е домакиня. От ранна детска възраст на Ярон му харесва да играе с момичета, а като играчки използват кукли. Може да се предположи, че транссексуалността му се заражда още в детството му. В детството си е бил влюбен в свой съученик на име Даниел, който скоро загинал при самолетна катастрофа.
От осемгодишна възраст започва да се занимава с музика. От десет – да пее в общинския хор, а на четиринадесет за първи път взема участие в истинския мюзикъл „Йосиф“. Когато завършва начално училище, продължава обучението си в Ирони Алеф, където се запознава с братята Лиор и Шамулик Саадиа, които в бъдеще ще работят в екип с него като танцьори. В началото Ярон има добър успех в училище, докато вътрешните противоречия и началото на половото съзряване стават непоносими за него. Оценките му падат, а популярността му в нощните клубове расте. На 16 години започва да излиза в клубовете, облечен в ярки женски дрехи и накити. Към неговите нови радости, родителите му се отнасят като към „странности“ на тийнейджър и го разбират.
През 1988 в нощен клуб Ярон се среща с Офер Нисим, който организира ревю с название Li La Lo (На мен, на нея, на него) и изпитва трудности с подбор на солиста. Така се появява ново име – Дана и пародия на песента на Уитни Хюстън „My name is not Susan“, която скоро става много популярна. Следващата песен „Dana International“ вече успява да пробие в американските чартове и така хората извън Израел се запознават с изпълнителя.

### Нарастване на популярността и смяна на пола
След излизането на запис на „Dana International“ младият Ярон има не само популярност, но и пари, затова през 1993 година той прави най-важната стъпка в живота си – отива в Англия за операция за смяна на пола. Родителите му, а също и сестра му Лимор, с която от детските си години си споделят тайни, приемат леко новината.
Ярон променя мъжкото си има на женско – Шарон, и така на бял свят се появява Шарон Коен, излязла под сценичния си псевдоним Dana International. След рехабилитационен период излиза първият ѝ албум, който става златен.
По думите на Дана, хората са длъжни да приемат операцията по смяна на пола ѝ като на незначителен детайл от биографията ѝ като например смяна на косата или операция на носа. „Преди всичко аз съм певица, само че имам и други неща у себе си – характер, красота и минало“.
Следващият ѝ албум „Umpatampa“ (1994) става платинен. В същата година тя става изпълнителка на годината в Израел. Незаконни копия на песните ѝ имат огромен успех и зад граница, особено в Египет.
През 1995 г. Дана участва в националната селекция на Израел за конкурса за песен Евровизия, но участието в Kdam-Eurovision (израелския предварителен конкурс) ѝ носи само второ място. По-късно е издаден албумът „E.P.Tempa“, в който диското се смесва с транс и хаус музика.

### Евровизия 1998
През ноември 1997 г. Дана Интернешънъл е избрана за представител на Израел на Евровизия '98 с оесента „Diva“, написана от известния израелски композитор Цвика Пик. Победата на изпълнителката на националния финал на „Евровизия 1998“ предизвика вълна от възмущение сред ортодоксалните евреи. Но още преди това се налага певицата да бъде с постоянна охрана преди участието си на конкурса и да бъде ескортирана от полиция. Песента „Diva“ става причина за сериозни спорове между по-консервативните и по-либералните. През май 1998 г. заема първо място на конкурса със 174 точки. След победата си Дана става истинска международна суперзвезда, следват интервюта по CNN, BBC, Sky news, MTV и много други телевизии. Излезлият скоро след това сингъл „Diva“ мигновено оглавява хит-парадите в повечето страни в Европа, албумът се разпродава в тираж от повече от 400 000 копия по целия свят. Но договорът на новата звезда със Sony така и не се осъществява, заради възникнали разногласия.

### След Евровизия
Дана Интернешънъл с големи планове за бъдещето записва кавър на песента на Барбара Стрейзънд „Woman in love“, но самата песен не става хит като „Diva“. След това следва неуспешният албум „Free“, след което Дана се завръща в Израел и започва работа над нови проекти. Скоро излиза израелска версия на албума „Free“, а след нея и посещение в Япония и излизане на негова японска версия.
През 2005 г. песента „Diva“ е обявена за една от 14-те най-добри за цялото съществуване на конкурса на 50-а Евровизия. През лятото на 2007 г. Дана излиза новият ѝ албум „Hakol ze Letova“, в която тя пее като дует в една от песните с известния израелски певец Идан Янив. Новият хитов сингъл „love boy“ става най-популярният хит на радиото за последните 10 години. Периодът от 2006 до 2007 г. е пълен с турнета в САЩ, а през 2008 г. погледът ѝ отново се обръща към Евровизия и тя пише песен за Боаз Мауд, млад и перспективен изпълнител, за участието му в конкурса в Белград. Песента заема девето място.

### Евровизия 2011 и следващи албуми
Дана Интернешънъл е представителят на Израел на конкурса Евровизия 2011 във втория полуфинал с песента „Динг-донг“, но остава на 15-о място и не се класира за финал, въпреки качествата на песента.
В края на 2013 г. Дана пуска сингъла си „Ma La'asot“ (Какво да правя?), който става първият сингъл с нейния предстоящ нов албум. Вторият сингъл е „Loca“, пуснат специално за Парада на гордостта 2013, който е в началото на юни в Тел Авив. По-късно се появява и третият сингъл „Ir Shlema“ (Целият град).
През януари 2014 г. излиза първият сезон на ток-шоуто на Дана „Yeshnan Banot“, което е излъчвано по израелския музикален канал „24“. Същата година Дана пуска новите си два синглъла – „Down on me“ и „Yeladim ze simcha“ (Децата са щастие).
Дана пее на иврит, английски, арабски, испански, руски, италиански и френски език. Тя държи да поддържа фигурата си, но е противник на строгите диети. Нейният трик е да се храни в точно определени часове. Любимата ѝ храна е китайската, а любимото ястие – телешко месо в сечуански сос. Да обожава да пътува из Италия и според нейните думи Венеция е най-романтичният град. Шарон посвещава свободното си време на книгите. За нея няма нищо по-приятно от това да си легне вечер и да потъне в сюжета на интересна книга като „Алхимикът“ или „Търговци на мечти“.

## Влиянието на Интернешънъл в световната култура
Известният руски поп изпълнител, роден в България, Филип Киркоров е отдавнашен приятел на Дана. Той изпълнява кавър версията на песента ѝ „Diva“. Веднъж Дана специално пътува до Москва и студиото на известното предаване „Пусть говорят“ („Нека говорят“), за да честити от ефира рождения ден на Киркоров.
През май 2000 г. в Израел излиза документалният филм „Laidy D“, посветен на Дана.
През 2008 в руския град Санкт Петербург се провежда фестивал на транс-културата „Дейна-фест“.
Победителят на Евровизия 2014 Кончита Вурст счита Интернешънъл за свое вдъхновение.